# Xi Arietis
Désignations
Xi Arietis (en abrégé ξ Ari) est une étoile binaire de la constellation du Bélier. Elle a une magnitude apparente de 5,46 et est donc faiblement visible à l'œil nu. Le système présente une parallaxe annuelle de 4,25 mas mesurée par le satellite Gaia, ce qui indique qu'il est distant d'environ ∼ 768 a.l. (∼ 235 pc) de la Terre. À cette distance, sa magnitude visuelle est diminuée d'un facteur d'extinction de 0,24 en raison de la poussière interstellaire.

## Propriétés
Xi Arietis est une binaire spectroscopique à raies doubles. Le spectre correspond à un type spectral B7IV, qui indiquerait une étoile sous-géante qui a épuisé les réserves d'hydrogène de son noyau et est en train d'évoluer vers une étoile géante.

## Nomenclature
Xi Arietis est la désignation de Bayer de l'étoile. Johann Bayer avait cependant dupliqué l'étoile par erreur dans son catalogue, lui donnant comme autre désignation Psi Ceti (ψ Ceti) car située à la limite avec la constellation voisine de la Baleine. Cette seconde désignation est définitivement abandonnée en 1930 lorsque les frontières des constellations sont formellement définies par l'UAI.
L'étoile porte également la désignation de Flamsteed de 24 Arietis.